# Alf Wik
Alf Carl-Gustaf Wik, född 7 mars 1929 i Hunnebostrand, Göteborgs och Bohus län, död 29 mars 2005 i Göteborg, var en svensk målare, tecknare och grafiker. 
Han var son till kustuppsyningsmannen Ernst Oskar Wik och Bertha Carlson och gift första gången 1956–1957 med Astrid Constantin och andra gången från 1958 med Gunilla Hörner. Efter avlagd maskinistexamen 1949 vid Navigationsskolan i Göteborg arbetade Wik som fartygsmaskinist 1949–1950 innan han studerade vidare vid Viskadalens folkhögskola 1951–1952. Han arbetade därefter som socialvårdsassistent 1952–1954 innan han studerade konst vid Studenternas kursverksamhet 1954 han fortsatte därefter sina konststudier vid Börge Hovedskous målarskola 1954–1956 och Valands målarskola 1958–1963. Separat ställde han bland annat ut på Atelierteatern i Göteborg 1957, Galleri 54 1966 och Mölnlycke. Han medverkade några gånger i Göteborgs konstförenings Decemberutställningar som visades på Göteborgs konsthall 1954–1965 och han har varit representerad i Liljevalchs konsthalls Stockholmssalonger samt i samlingsutställningar med provinsiell konst. Bland hans offentliga arbeten märks dekorativa målningar för Atelierteatern i Göteborg. Hans konst består av landskapsskildringar från Bohuslän utförda i olja samt teckningar och grafik. Wik är representerad vid Moderna museet, Göteborgs konstmuseum, Örebro läns museum och Göteborgs kommun.